# Commanderie du Chambon (Charente)
Pour l’article homonyme, voir Commanderie du Chambon en Haute-Loire.
La commanderie du Chambon est une commanderie hospitalière ancienne possession templière située à Saint-Maurice-des-Lions, en Charente, au nord-est d'Angoulême, entre Angoulême et Limoges. Elle a dépendu de la commanderie du Petit-Madieu et il n'en reste aucun vestige.

## Historique
Les Templiers ont implanté la maison templière du Chambon près de Saint-Maurice-des-Lions, dans le diocèse de Limoges.
Elle est liée à l'exploitation des terres et de la forêt du Chambon, et a dépendu de la commanderie du Mas-Dieu de Loubert qui s'était étendue à l'est.
La commanderie du Chambon était aussi située près d'une voie ancienne entre Confolens et Limoges.
Autrefois dans la paroisse de Chirac, le Chambon a été érigé en paroisse particulière en 1282, et la chapelle templière est devenue paroissiale.
En 1312, à la dissolution de l'ordre du Temple au concile de Vienne, la commanderie templière du Madieu avec ses possessions (Suris et le Chambon) est passée aux chevaliers hospitaliers de Saint-Jean et fut réunie au XVIe siècle à la commanderie du Grand-Madieu, située dans le diocèse d'Angoulême. L'ensemble a alors formé une importante commanderie, qui avait le titre de châtellenie. Le siège était situé au Grand-Madieu.
Après la Révolution, la paroisse a été supprimée et a été partagée entre Chirac et Saint-Maurice-des-Lions à la formation des communes .

## Description
Il ne reste plus aucun vestige de cette maison templière, mais les Anciens des années 1950 se souvenaient de la chapelle construite à l'orée de la forêt au Chambon et portant le nom de sa commanderie, encore debout à la fin du XIXe siècle. De plus, selon une tradition locale, des grands bâtiments, situés près du bourg de Saint-Maurice-des-Lions, auraient servi d'entrepôt à l'activité agricole de cette maison.
Mais Gillet distingue cette chapelle, Sainte-Marie-Madeleine du Chambon, éloignée du village et proche d'une fontaine censée guérir les maux de ventre. Elle fut fermée au culte après 1792 et détruite en 1820. Le village a, lui, pour origine la chapelle templière, totalement disparue depuis plus longtemps.